# Léon Jeck
Léon Jeck (* 9. Februar 1947 in Ans; † 24. Juni 2007 in Seraing) war ein belgischer Fußballspieler. Er starb in der Nacht vom 23. zum 24. Juni 2007 an einer Lungenembolie.

## Karriere
Von 1964 bis 1974 spielte er für Standard Lüttich und in der Saison 1974/75 für Royale Union Saint-Gilloise.
Mit Standard Lüttich wurde er in den Jahren 1969, 1970 und 1971 dreimal in Folge belgischer Meister, bestritt elf Länderspiele für die belgische Nationalmannschaft und stand 1970 im Aufgebot für die WM 1970 in Mexiko, bei der er in zwei Spielen zum Einsatz kam.